# Boeing B-29 Superfortress
Pour les articles homonymes, voir B29 et Superfortress.
Le Boeing B-29 Superfortress est un bombardier lourd quadrimoteur à hélices et à long rayon d'action utilisé par les États-Unis pendant la Seconde Guerre mondiale et la guerre de Corée. Conçu par Boeing comme le Model 345 et développé à partir de 1938, le B-29 est l'un des plus gros avions utilisés lors de ces conflits ; lors de son entrée en service, il est à la pointe de la technologie. En comptant les coûts de conception et de production, le projet B-29 est le programme d'armement américain le plus cher de la Seconde Guerre mondiale, dépassant le coût du projet Manhattan de plus d'un milliard de dollars. C'est le premier bombardier américain à recevoir une cabine pressurisée, ainsi qu'un système de tourelles contrôlées à distance ; il est équipé d'un train d'atterrissage tricycle. Le nom « Superfortress » suit le modèle que Boeing a lancé avec le prédécesseur du B-29, le B-17 Flying Fortress (forteresse volante). Conçu comme un bombardier stratégique à haute altitude, le B-29 se montre tout aussi capable de réaliser des missions de bombardement incendiaire à basse altitude. L'un des derniers rôles du B-29 au cours de la Seconde Guerre mondiale est de réaliser les bombardements atomiques d'Hiroshima et de Nagasaki.
Le B-29 est techniquement très avancé en comparaison aux autres bombardiers utilisés au cours de la Seconde Guerre mondiale. De ce fait, il reste en service plusieurs années après la fin du conflit ; quelques appareils sont employés comme émetteurs de télévision volants pour la société Stratovision ; d'autres sont utilisés comme avions porteurs pour des aéronefs expérimentaux. Au début des années 1950, le B-29 est engagé dans la guerre de Corée mais se montre dépassé par l'arrivée de chasseurs à réaction. En plus des forces armées des États-Unis, quelques appareils sont utilisés par la Royal Air Force et par la Royal Australian Air Force. L'Union soviétique construit une copie du Superfortress, conçu par rétro-ingénierie, le Tupolev Tu-4. Le B-29 sert de base à une série d'avion construits par Boeing qui comprend des bombardiers, des ravitailleurs, des avions de transport, de reconnaissance et d'entraînement, ainsi qu'au B-50 Superfortress, qui consiste globalement en un B-29 remotorisé. Les B-29 sont retirés du service au début des années 1960. Au total, 3 970 appareils sont construits ; 22 d'entre eux sont préservés dont deux exemplaires, FIFI et Doc, en état de vol.
Un avion de transport développé à partir du B-29 est le C-97 Stratofreighter, qui vole pour la première fois en 1944, suivi par sa version commerciale, le 377 Stratocruiser, en 1947. Cette évolution du bombardier vers l'avion de ligne est similaire à celle qui a permis de passer du B-17 au Model 307. En 1948, est mise en service une version de ravitaillement du B-29, le KB-29 suivie par le KC-97 Stratofreighter dérivé du C-97. Par la suite, des versions cargo conçues pour emporter des charges de très grand volume sont dérivées du Stratocruiser ; ce sont le Pregnant Guppy, les Mini Guppy et les Super Guppy, dont un exemplaire continue d'être utilisé par la NASA.

## Historique
En 1939, inquiet du risque de guerre croissant en Europe, l'état-major américain recommande de lancer au plus tôt le développement de nouveaux bombardiers lourds. Le cahier des charges est émis en janvier 1940, exigeant une vitesse maximale de 675 km/h, un rayon d'action de 6 000 km et la capacité d'emporter 9 071 kg (20 000 livres) de bombes soit 10 bombes de 2 000 lbs, 20 bombes de 1 000 lbs ou même une bombe atomique de 10 tonnes[réf. nécessaire]. Boeing travaille depuis quelques années sur le sujet : plusieurs projets ont déjà été étudiés, voire présentés à l'état-major pour certains. Le constructeur part donc avec une nette longueur d'avance et n'a pas de mal à remporter le marché.
Afin de pouvoir voler à haute altitude, le B-29 est équipé d'une cabine pressurisée, ses moteurs ont deux turbocompresseurs au lieu d'un et, à part les mitrailleuses de queue, toutes les autres tourelles de mitrailleuses d'autodéfense sont contrôlées à distance par 4 des 12 hommes d'équipage. Le B-29 a également des volets Fowler, qui augmentent la surface ailaire de 20 % pour maintenir une vitesse de décrochage acceptable, et deux soutes à bombes séparées avec un système de largage alterné pour maintenir l'équilibre de l'appareil.
Deux prototypes sont commandés en août 1940, puis un troisième quelques mois après, et 14 exemplaires de présérie en mai 1941. En septembre 1941, l'armée américaine signe officiellement une commande de 250 avions, portée à 500 après l'attaque de Pearl Harbor. Enfin, en mars 1942, un millier d'exemplaires supplémentaires sont commandés, en même temps que l'organisation nécessaire à la production en série se met en place (nouvelles usines, sous-traitance, etc.). Tout ceci alors qu'aucun prototype n'a encore décollé.
Le premier prototype décolle le 21 septembre 1942, suivi par un second trois mois plus tard et un troisième en juin 1943. Les essais en vol révèlent très vite des problèmes de surchauffe des moteurs. Ils sont la cause de plusieurs incendies dont l'un cause la perte du second prototype, et affectent le B-29 tout au long de sa carrière. Les 14 exemplaires de présérie sont livrés pendant le second semestre 1943, permettant de former les équipages. En parallèle, le système de commande des tourelles initialement fourni par Sperry est intégralement remplacé par un autre plus performant fourni par General Electric. Ceci oblige à revoir le système électrique et ajoute un nouveau retard au programme. Enfin, les hélices tripales sont remplacées par des quadripales.
Le premier B-29 de série sort des chaînes d'assemblage en septembre 1943. L'avion est construit dans quatre usines différentes, afin d'accélérer la production : 
- usine Boeing de Wichita (Kansas) : 1 644 exemplaires ;
- usine Boeing de Renton (État de Washington) : 1 122 exemplaires ;
- usine Bell Aircraft de Marietta (Géorgie) : 668 exemplaires ;
- usine Glenn L. Martin d'Omaha (Nebraska) : 536 exemplaires, dont les bombardiers destinés aux attaques nucléaires.

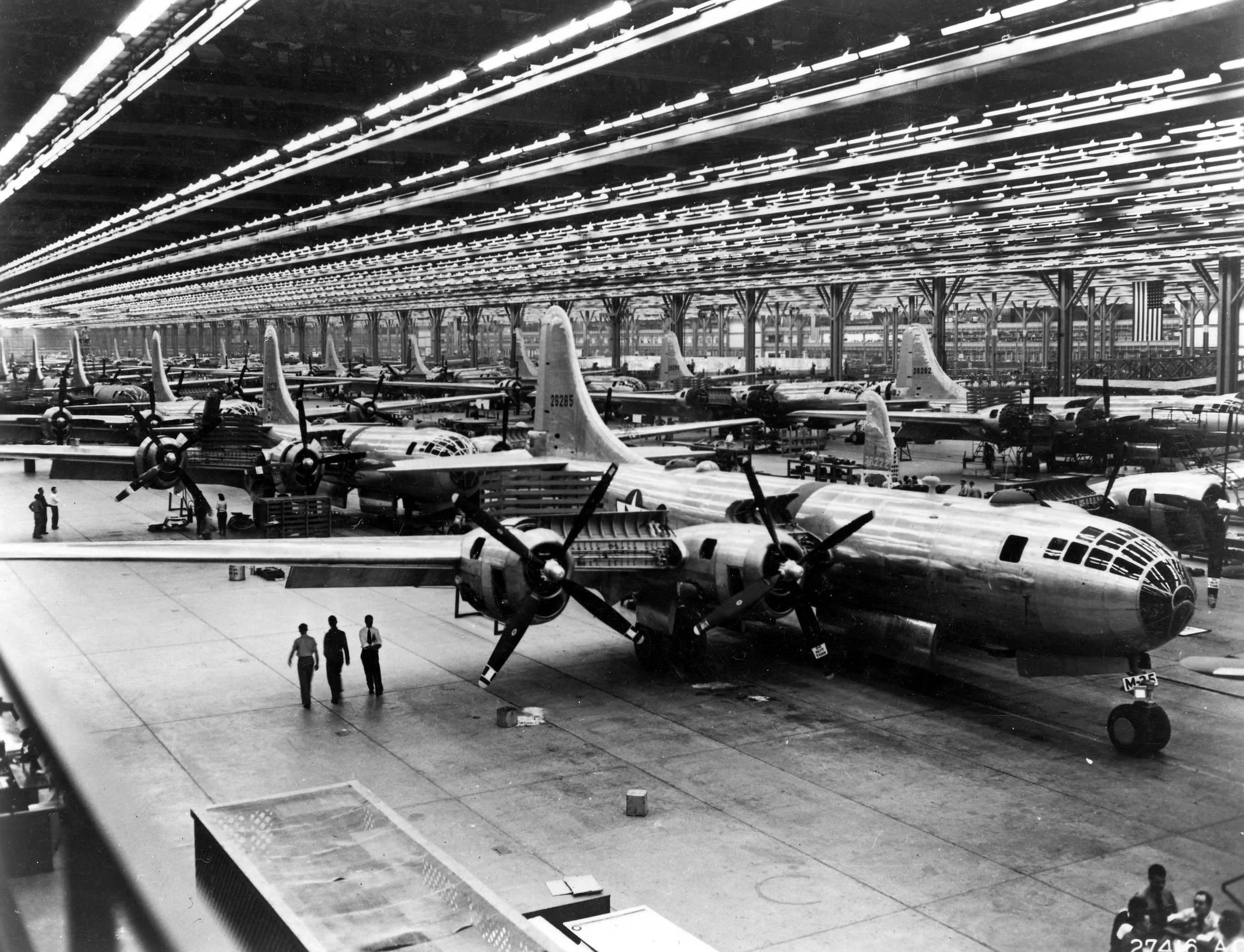
Chaîne d'assemblage de B-29 à l'usine Boeing de Wichita.

Plusieurs améliorations sont introduites au fur et à mesure, comme l'augmentation de la capacité en carburant, le renforcement de l'armement d'autodéfense, des modifications des moteurs et de l'équipement électronique. 
La fin de la Seconde Guerre mondiale entraîne l'annulation de la fabrication des 5 000 B-29 encore en commande, seuls les derniers exemplaires en cours d'assemblage sont maintenus. Le dernier B-29 est livré en juin 1946. Un grand nombre des appareils en service sont stockés, les unités opérationnelles étant réduites à huit de bombardement et une de reconnaissance. À la fin des années 1940, remplacés dans leur rôle de bombardier par les B-50, la plupart des B-29 sont reconvertis en avions ravitailleurs.
Au 31 décembre 1949, on compte 386 B-29 dans le récent Strategic Air Command, 282 fin 1950, 356 fin 1951 et 417 fin 1952, cette remontée s'expliquant par la guerre de Corée.
En 1950, 87 B-29 sont loués à la Royal Air Force sous la désignation de Boeing Washington qui les met en œuvre dans son Bomber Command. Ils sont rendus en 1955, sauf deux d'entre eux envoyés à l'armée de l'air australienne.

## Engagements

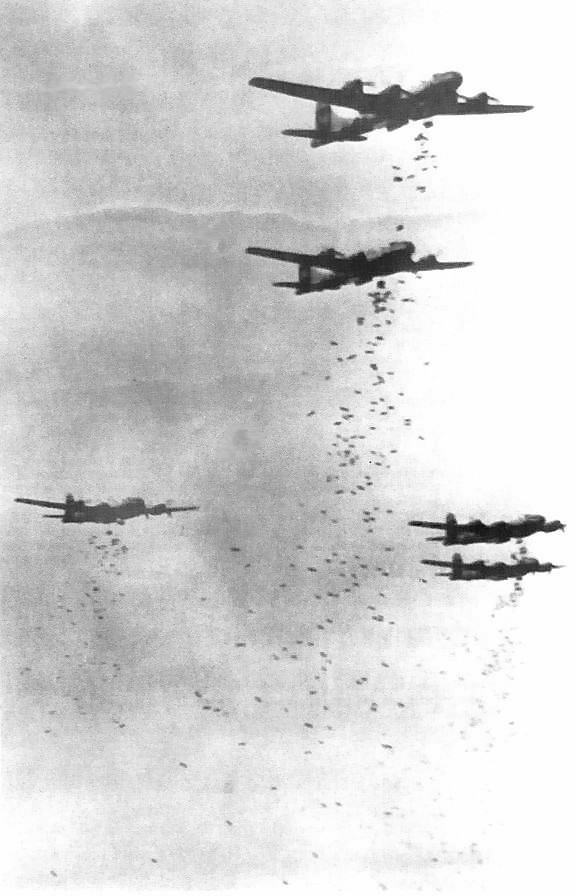
B-29 bombardant le Japon

Pendant la Seconde Guerre mondiale, les B-29 sont engagés uniquement sur le théâtre d'opération d'Asie-Pacifique, car ils sont alors les seuls bombardiers à pouvoir atteindre le Japon, et le théâtre européen ne nécessite pas un tel rayon d'action. Les premières unités ne sont cependant pas opérationnelles avant avril 1944, en raison du délai nécessaire pour former les équipages et corriger des problèmes de jeunesse sur l'avion, il s'agit de Very Heavy Bombardment Group, des formations spécifiques pour les B-29 puis en 1945 pour les Consolidated B-32 Dominator.
Les B-29 sont d'abord déployés à l'est de l'Inde britannique et à l'ouest de la république de Chine, dans le cadre de l'opération Matterhorn (juin 1944 - janvier 1945) qui prévoit des bombardements à longue distance de l'empire du Japon. Cependant, le coût logistique de ces opérations est très élevé, leur résultat peu satisfaisant, et les pertes nombreuses notamment à cause des problèmes de surchauffe des moteurs. Environ 150 B-29 sont perdus lors de ces missions.
La reprise des îles Mariannes permet de redéployer les B-29 dans de meilleures conditions, c’est-à-dire plus près du Japon et dans un endroit facilement ravitaillable par bateau. Les raids sur le Japon commencent en novembre 1944 mais ne sont dans un premier temps pas plus concluants que lors de l'opération Matterhorn, en particulier, les problèmes de moteurs obligent à chaque fois près d'un quart des B-29 à rebrousser chemin avant d'avoir atteint l'objectif. Diverses mesures sont alors prises pour améliorer la disponibilité des avions et les alléger.
Au 20 février 1945, les groupes de bombardement des USAAF sont composés comme tels :
| Type d'unités                | Type d'avions | Nombre d'avions | Nombres d'équipages | Hommes par équipage | Total du personnel | Officiers | Militaire du rang |
| Very heavy bombardment group | B-29          | 45              | 60                  | 11                  | 2 278              | 462       | 1 816             |
| Heavy bombardment group      | B-17, B-24    | 72              | 96                  | 9 - 11              | 2 261              | 465       | 1 796             |
| Medium bombardment group     | B-25, B-26    | 96              | 96                  | 5 - 6               | 1 759              | 393       | 1 386             |
| Light bombardment group      | A-20, A-26    | 96              | 96                  | 3 - 4               | 1 304              | 211       | 1 093             |

De plus, un changement complet de stratégie d'utilisation a lieu en mars 1945 sous l'impulsion du général Curtis LeMay : au lieu de bombarder de jour à haute altitude, afin d'éviter la défense anti-aérienne japonaise, il ordonne de larguer des bombes incendiaires de nuit à basse altitude sur les villes nippones. L'idée est que les bombes ne subiraient plus l'effet du courant-jet qui leur font manquer leur cible, et feraient des ravages sur les habitations, construites en grande partie en bois pour des raisons parasismiques. Ces raids massifs (au minimum une centaine d'avions) réduisent peu à peu en cendres les principales villes du Japon. D'autres missions ponctuelles sont également menées, par exemple, pour larguer des mines dans les ports japonais : les résultats de ces largages sont tels que les B-29 sont crédités de la destruction de 9 % des bateaux japonais coulés pendant la guerre. Au total, 414 appareils sont perdus lors des opérations depuis les îles Mariannes, soit à cause des chasseurs japonais (en nombre de plus en plus réduit cependant), soit à cause des batteries anti-aériennes (plus efficaces contre les avions à basse altitude) mais surtout de problèmes mécaniques, notamment des incendies de moteurs. Au total on compte deux appareils perdus du fait de problèmes mécaniques pour chaque appareil perdu du fait de l'ennemi. La complexité des moteurs Wright R-3350 de 2500 ch et la présence de pièces en magnésium favorisant les incendies sont ainsi le facteur déterminant des pertes de B-29 lors de l'offensive contre le Japon.

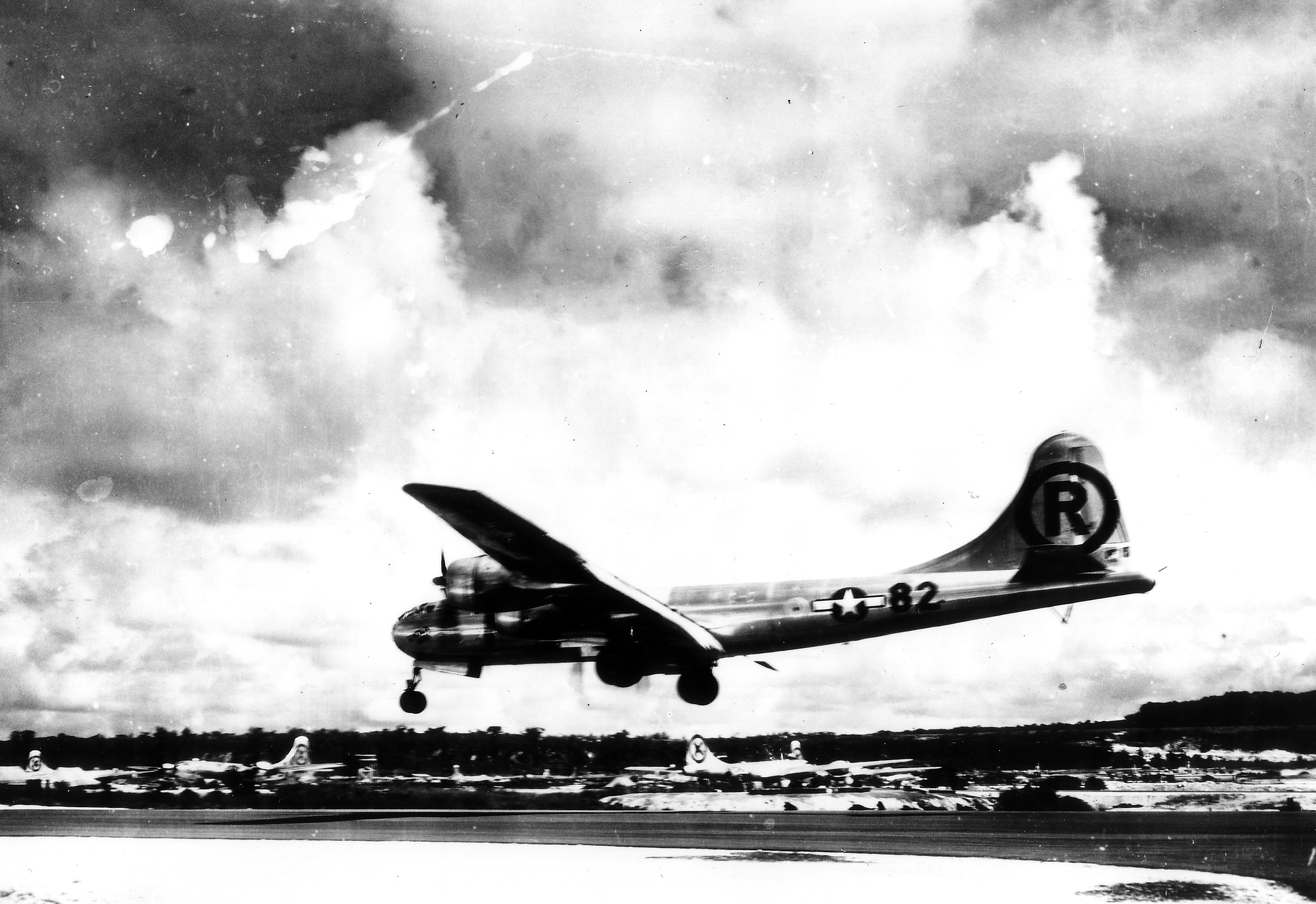
Enola Gay à l'atterrissage après avoir largué la bombe atomique Little Boy.

Le B-29 reste enfin dans l'histoire comme l'avion ayant servi aux bombardements atomiques d'Hiroshima et de Nagasaki. Après l'arrêt des combats, les B-29 sont utilisés de façon bien plus pacifique, pour larguer des vêtements et des vivres aux prisonniers alliés encore dans les camps japonais en Chine.
Les B-29 qui sont, après guerre, intégrés dans le Strategic Air Command reprennent du service pendant toute la durée de la guerre de Corée, réalisant de très nombreuses missions de bombardement en Corée du Nord. À partir du 23 février 1951, ils emploient le radar MPQ-2 pour améliorer le bombardement noctune, ces missions deviennent plus dangereuses à cause de l'apparition des MiG-15. Au total, 34 appareils sont perdus, dont seize abattus par les chasseurs adverses.
Le 1er novembre 1954, les derniers B-29 sont retirés des unités de bombardement.
Des B-29 sont utilisés pour des activités civiles. Un exemplaire est modifié comme relais de télévision aéroporté dans le cadre du projet commercial Stratovision (en) en 1949.

### Calcul de consommation de carburant
Pour une mission concernant un objectif situé par exemple à 2 768 km de la base de départ, on prévoit 18 050 kg de carburant. Le calcul s’effectue ainsi : 
- chauffer les moteurs et rouler jusqu'à la piste d'envol : 225 kg d'essence ;
- prendre son essor : 108 kg ;
- atteindre l'altitude de 1 500 m : 150 kg ;
- voler à 1 500 m, à la vitesse de croisière de 328 km/h : 7 308 kg ;
- à 265 km de l'objectif, l'avion monte à 6 000 m, utilisant pour cela 1 087 kg de carburant ;
- une fois à cette altitude, la consommation est un peu supérieure à 3,1 kg par kilomètre. Elle descend à 2,8 kg après le largage des bombes ;
- l'avion entreprend son vol de retour. Quand il s'est éloigné d'environ 90 km de l'objectif et qu'il ne risque plus les attaques de la défense antiaérienne, il descend progressivement à 4 500 m. La consommation passe à 2,19 kg/km ;
- la phase d'atterrissage commence à 384 km de la base, la consommation passe à 1,85 kg/km ;
- la mission dure 15 h 28 min. La distance parcourue est de 5 536 km. La vitesse moyenne est de 358 km/h. La consommation de carburant est de 15 550 kg et il reste une réserve de 2 500 kg dans les réservoirs[8].

## Versions

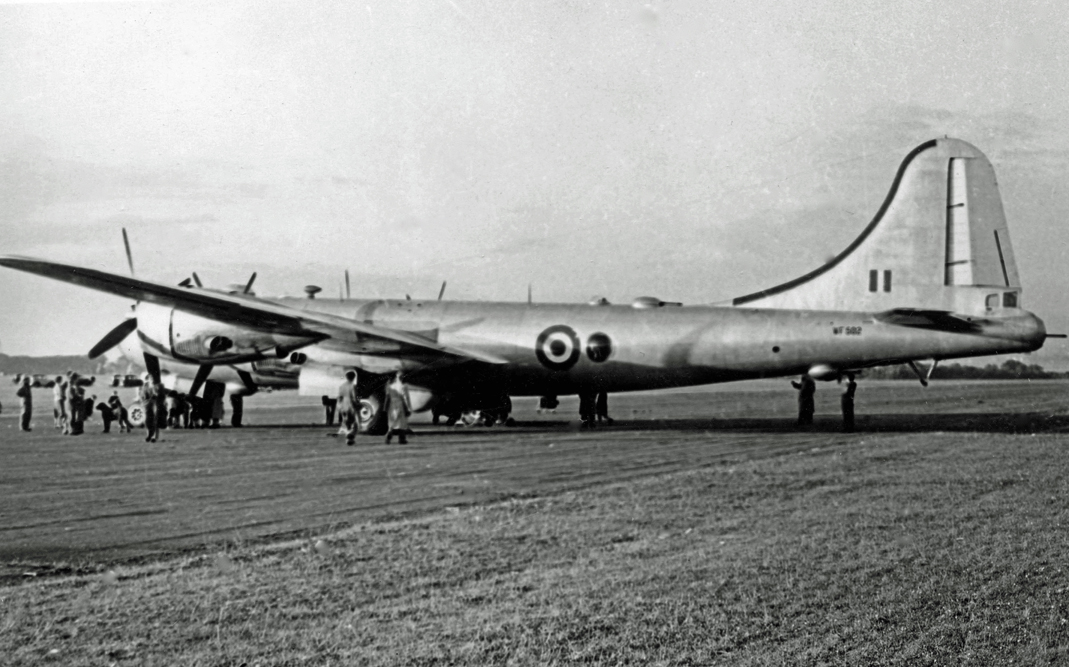
Un B-29A Washington du Royal Air Force Bomber Command en 1952.

- XB-29 : prototypes de mises au point (3 exemplaires).
- YB-29 : avions de présérie armés (14 exemplaires).
- B-29 : première version produite (1 620 construits par Boeing, 536 par Martin, 357 par Bell, production de septembre 1943 à septembre 1945).
- B-29A : envergure passant à 43,36 m, tourelle supérieure avant à 4 mitrailleuses, version 57 et 59 des moteurs Wright (1 153 exemplaires). Cette version a servi de support au Bell X-1, premier avion à passer mach 1.
- B-29B : version 51 des moteurs Wright, suppression de tout l'armement excepté de la tourelle de queue (311 des exemplaires construits par Bell en 1945).
- XB-44 & B-29D : moteurs Wasp Major de 3 000 ch (sera finalement redésigné B-50, 300 exemplaires).
- XB-29G : modification de l'appareil 44-84043 pour l'essai de turboréacteurs montés sous le fuselage.
- XB-29H : modification, à titre expérimental, de l'armement d'un B-29A.
- YB-29J : version sans armement destiné aux tests des moteurs Wright R-3350 pour le civil (6 exemplaires).
- F-13/RB-29/RB-29A : versions équipées de 6 caméras (118 B-29 et B-29A convertis).
- B-29MR : version pouvant être ravitaillée en vol par les KB-29M (74 B-29 convertis en 1948-1949).

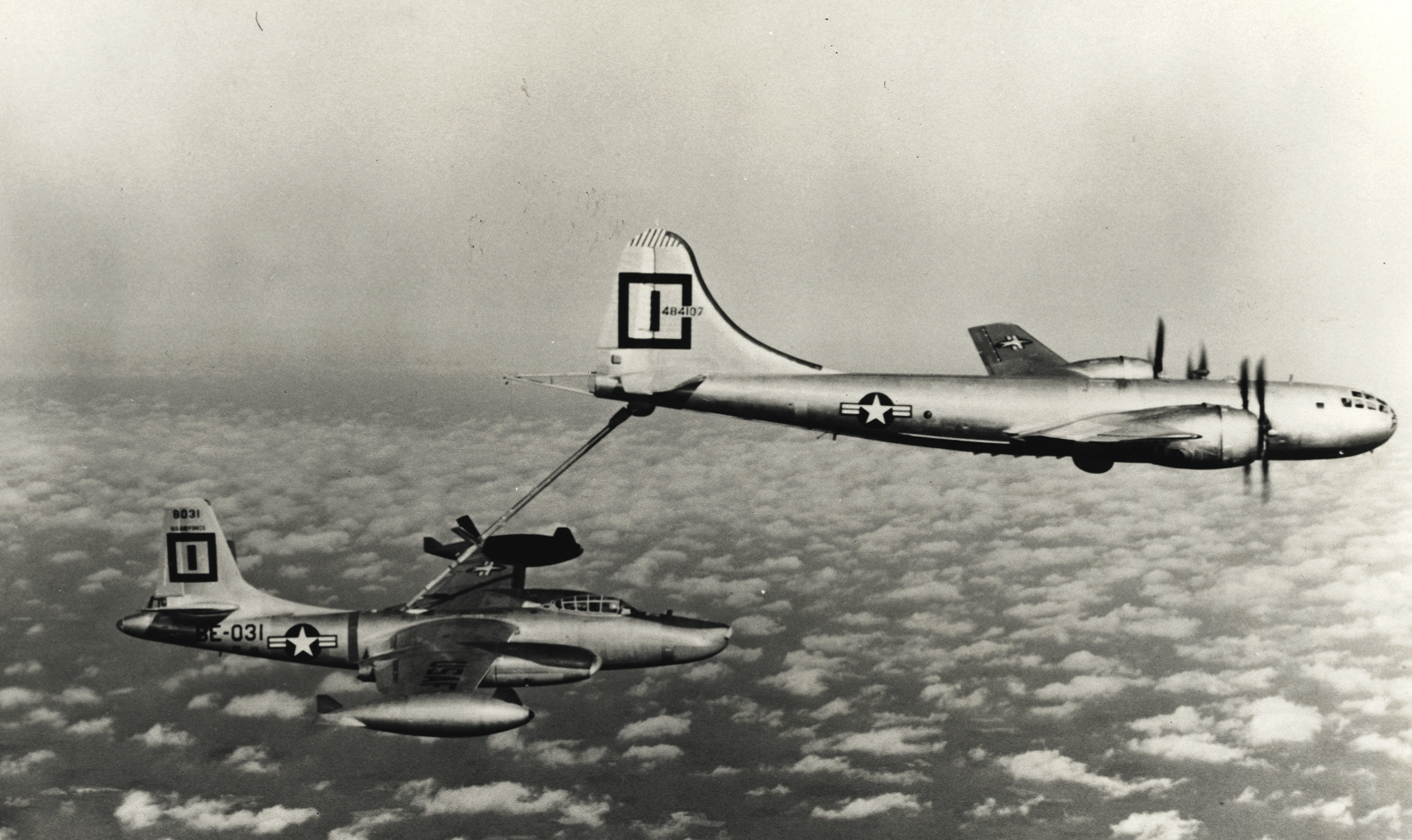
Un KB-29P ravitaillant un B-45 Tornado.

- KB-29M : avion ravitailleur (92 B-29 convertis en 1948-1949).
- KB-29P : seconde version de ravitaillement en vol (116 B-29 convertis en 1950-1951).

Ne sont pas mentionnées des versions mineures désignant des B-29 adaptés en petit nombre à des missions annexes ou utilisés pour des essais.
Nombre total d'avions construits : environ 3 970.

## Appareils encore existants

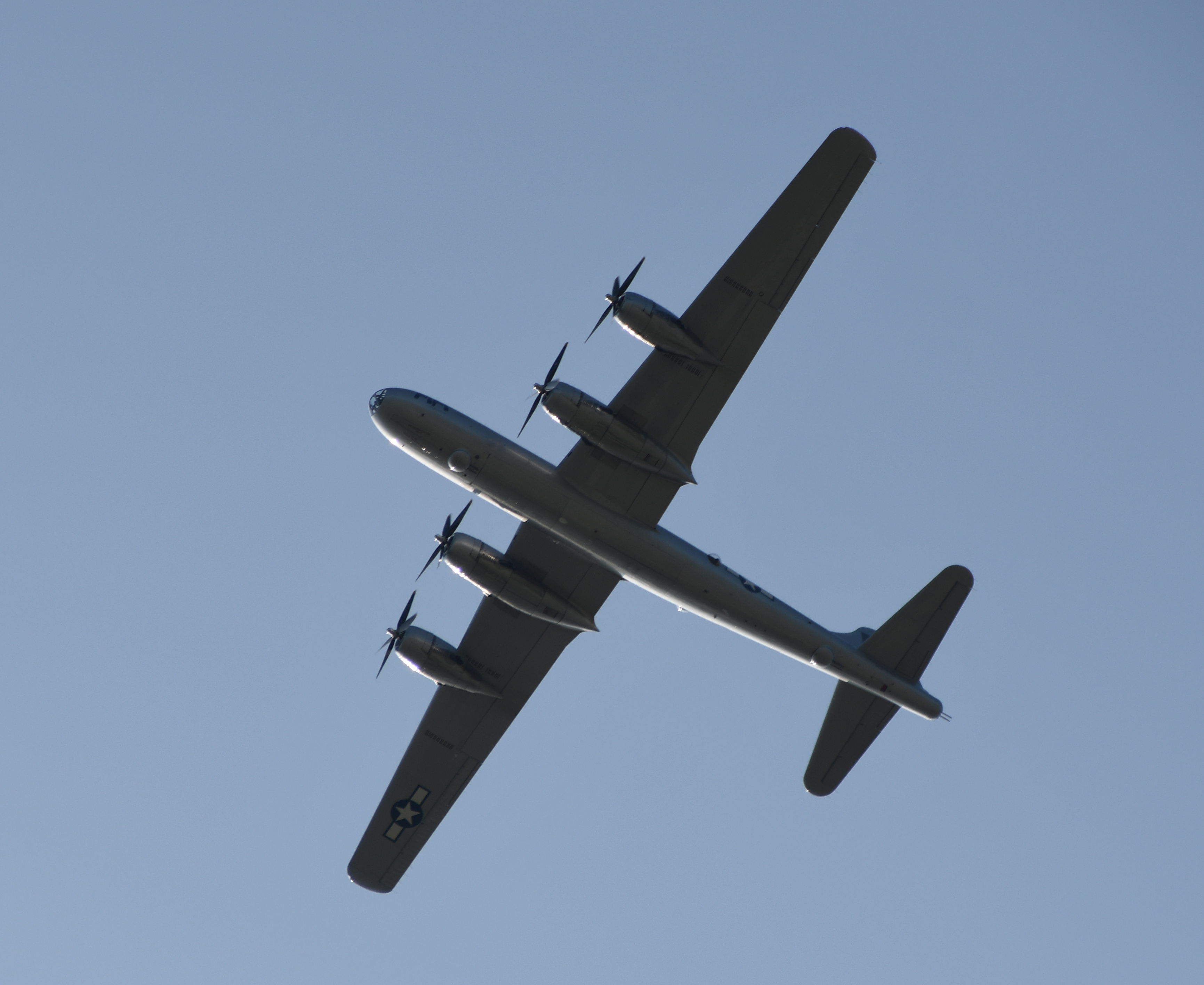
B-29 FIFI en vol à Oshkosh 2019

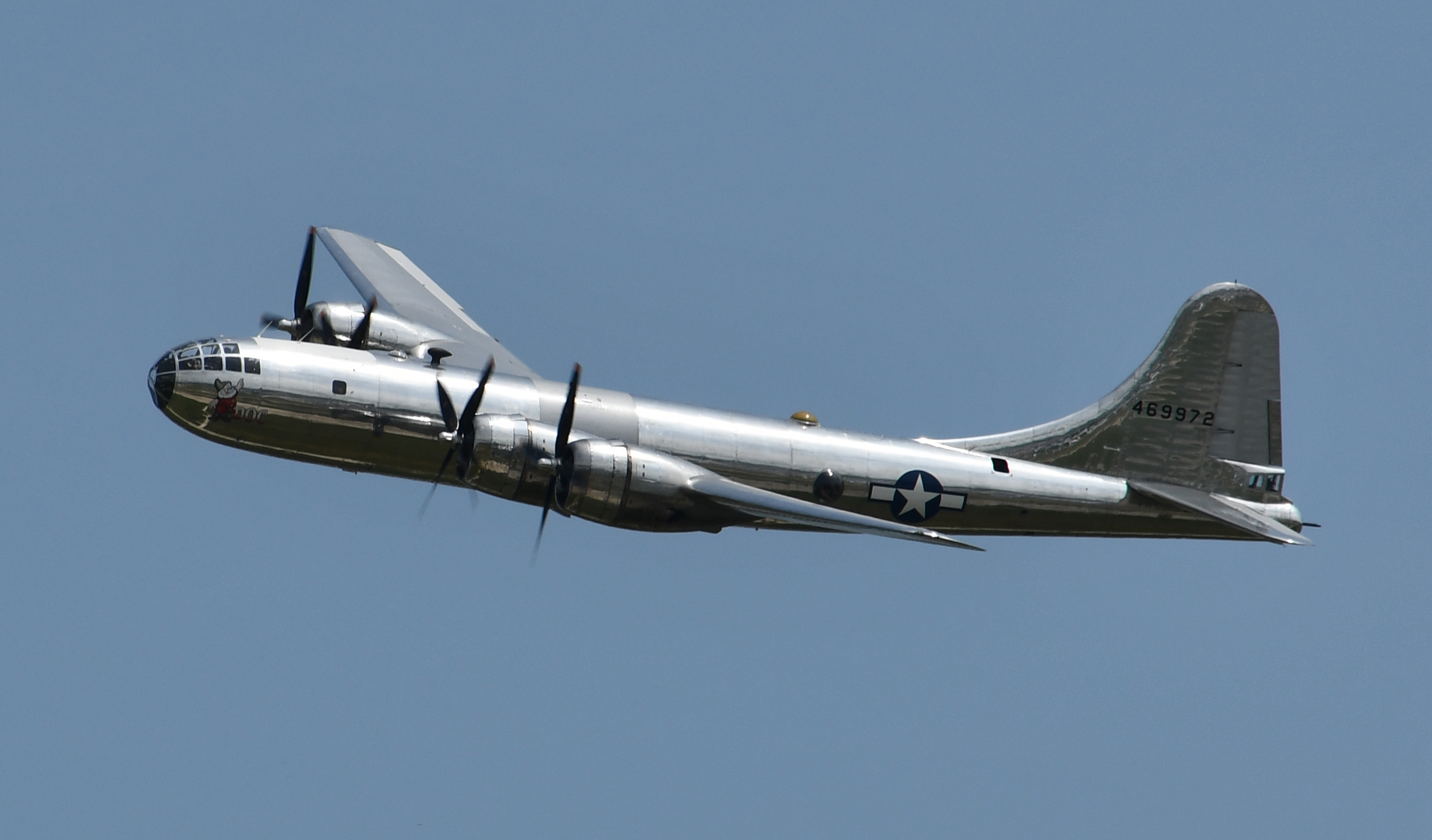
B-29 DOC à Oshkosh 2019

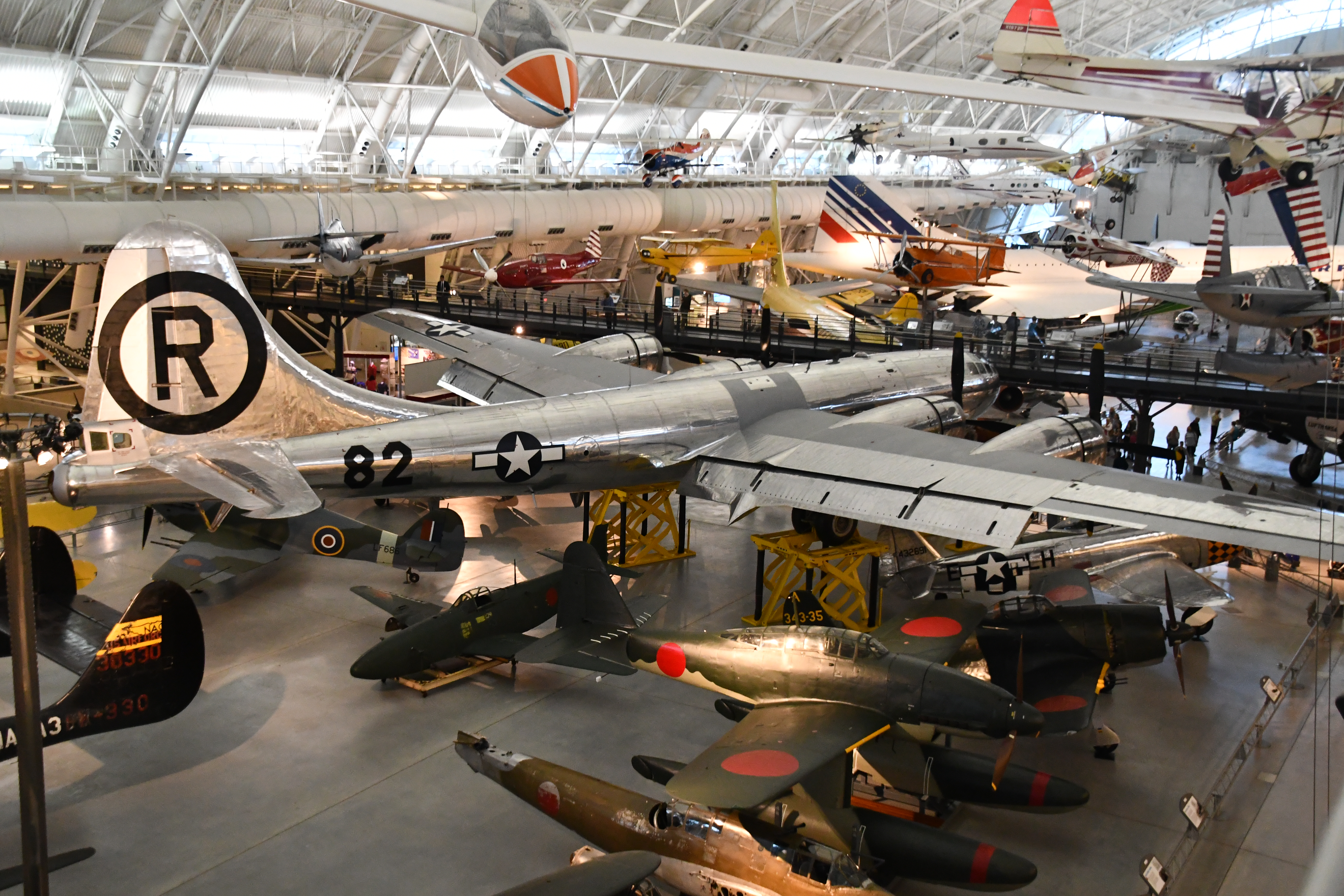
B-29 Enola Gay au Steven F. Udvar-Hazy Center, Chantilly, VA

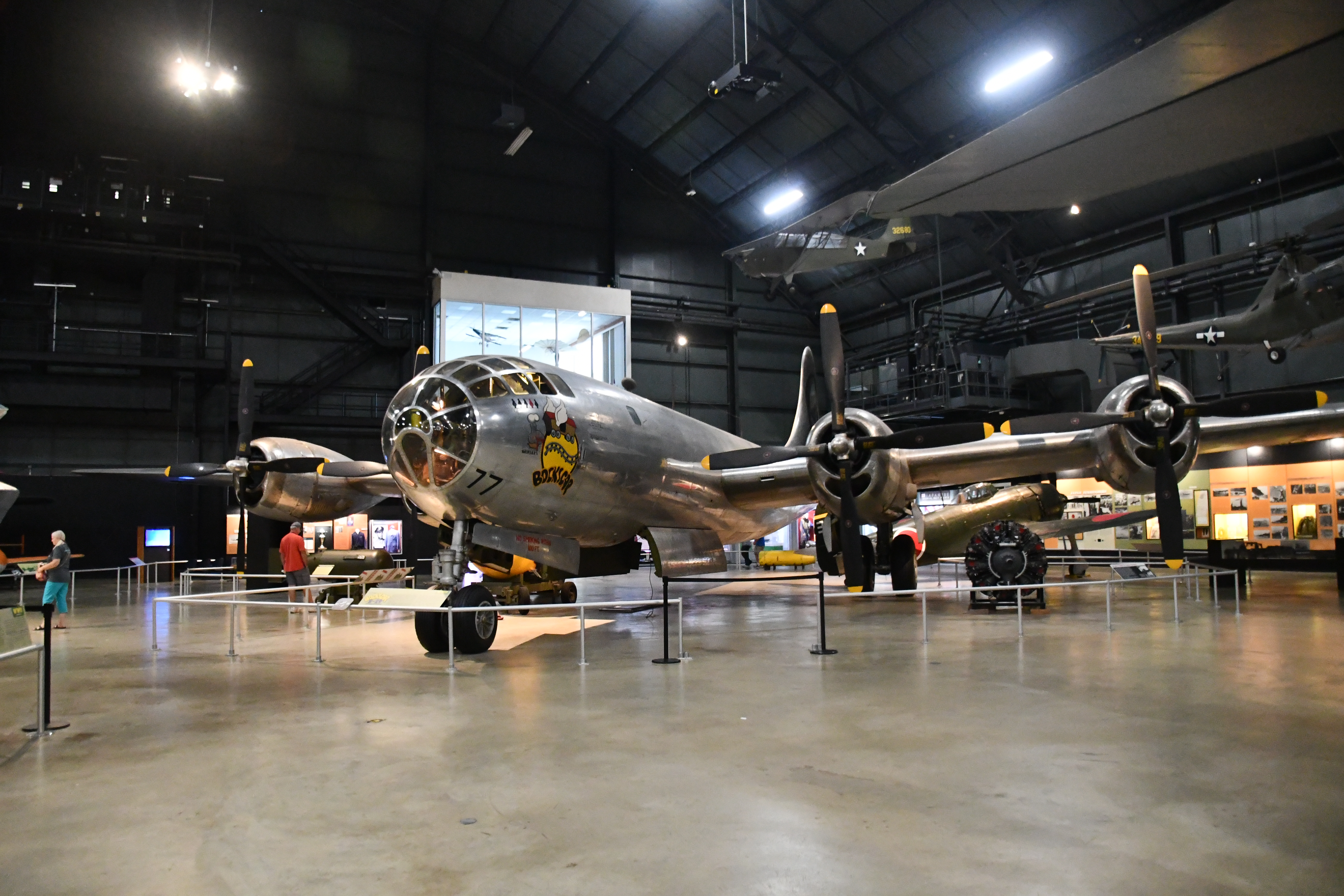
B-29 Bockscar au National Museum of the USAF, Dayton, OH

Deux exemplaires sont en état de vol : le FIFI, appartenant à la Commemorative Air Force, et le 'DOC', de la Doc's Friends.
De nombreux exemplaires ont été conservés, dont les deux plus célèbres, qui ont réalisé les deux bombardements atomiques d'Hiroshima et de Nagasaki : l'Enola Gay, qui a largué la première bombe atomique Little Boy sur Hiroshima, et le Bockscar la Fat Man sur Nagasaki.
A noter l'histoire particulière du B-29 "Kee Bird". Construit en 1945, il avait été affecté à des missions d'espionnage au plus fort de la guerre froide. En février 1947, il doit effectuer un atterrissage d'urgence au N-O du Groënland avec des dégâts non structurels et sans faire de victimes. L'armée de l'air US décide cependant de ne pas le récupérer. C'est seulement en 1994-1995 qu'une initiative privée est engagée pour sa remise en état de vol minimum et son rapatriement jusqu'à la base aérienne de Thulé en vue d'une restauration complète. Malheureusement, lors d'essais des moteurs et de roulage au sol, en mai 1995, un incendie accidentel se déclare dans le fuselage et détruit de façon significative l'avion. Depuis, le "Kee Bird" repose sur la banquise (coordonnées : 80° 15′ 45,4″ N, 60° 32′ 53,57″ O). Une vidéo en anglais de la société Nova datant de 1996 et intitulée "B-29 Frozen in time" retrace cette tentative avortée de sauvetage du Kee Bird.

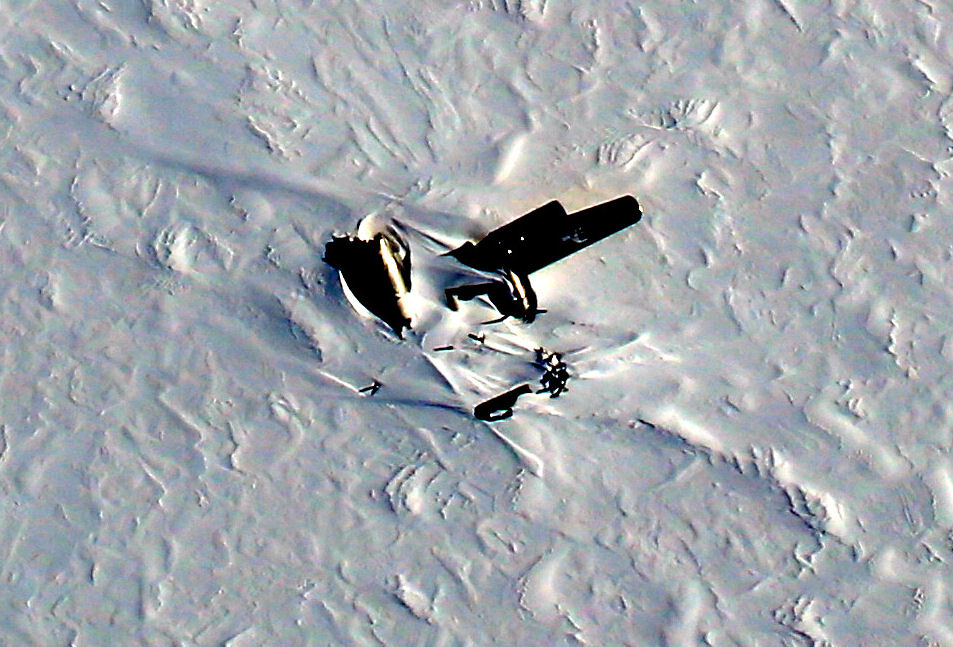
Le B-29 "Kee Bird" en 2014

## Culture populaire

### Cinéma
- Des B-29 font quelques apparitions dans le film Empire du Soleil de Steven Spielberg, dont une majeure partie du film se déroule pendant la fin de la Seconde Guerre mondiale dans un camp de prisonniers japonais. On peut d'ailleurs en apercevoir un de très près qui effectue un passage en rase-motte au-dessus du camp, étant touché à un moteur.
- Le film Le Dernier Vol de l'arche de Noé (Disney, 1980) montre un B-29 transformé en navire pour fuir une île déserte.

### Jeux vidéo
- Dans le jeu vidéo de stratégie Empire Earth, il est possible de construire des bombardiers B-29 durant l'ère atomique - Seconde Guerre mondiale. Il peut être amélioré en bombardier B-52 durant l'ère atomique - Moderne.
- Le bombardier B-29 est déblocable dans le jeu War Thunder dans l'arbre technologique américain, avec un battle rating (côte de bataille) de 7.3.

### Développements liés
- XB-39 Superfortress, remotorisation d'un B-29
- B-50 Superfortress, développement lié
- Tupolev Tu-4, copie soviétique du B-29